# Божестовська-Гута
Божестовська-Гута (пол. Borzestowska Huta, нім. Borzestowerhütte) — село в Польщі, у гміні Хмельно Картузького повіту Поморського воєводства.
Населення — 274 особи (2011).
У 1975-1998 роках село належало до Гданського воєводства.

## Демографія
Демографічна структура станом на 31 березня 2011 року:
|          | Загалом | Допрацездатний вік | Працездатний вік | Постпрацездатний вік |
| -------- | ------- | ------------------ | ---------------- | -------------------- |
| Чоловіки | 147     | 42                 | 90               | 15                   |
| Жінки    | 127     | 37                 | 70               | 20                   |
| Разом    | 274     | 79                 | 160              | 35                   |